# Żydowskie Towarzystwo Krzewienia Sztuk Pięknych
Żydowskie Towarzystwo Krzewienia Sztuk Pięknych (ŻTKSP) (jid. Jidisze gezelszaft cu farszprejtn kunst) – żydowska organizacja kulturalna, działająca w Polsce w latach 1923–1949.
Organizacja została założona przez grupę żydowskich artystów, mecenasów sztuki, krytyków sztuki oraz redaktorów kulturalnych. Członkami założycielami i autorami statutu byli: Abraham Ostrzega, Jakub Appenszlak, Józef Dyksztejn, Fiszel-Efroim Frydman, Mojżesz Koerner, Gerszon Lewin, Szaja Lebenbaum, Józef Mieses, Naftal Prywes, Wolf Weintraub, Chaim Hanft. Głównym celem organizacji było krzewienie sztuki wśród społeczności żydowskiej oraz wsparcie materialne dla biednych artystów plastyków, którym organizowano wystawy dzieł. W 1923 roku oficjalnie zatwierdzono statut towarzystwa, ale mimo tego nieformalnie działało ono już wcześniej.
ŻTKSP organizowało liczne wystawy indywidualne, zbiorowe oraz salony sztuki. Towarzystwo miało ogromny wpływ oraz odegrało bardzo ważną rolę w kształtowaniu polskiego (głównie warszawskiego) środowiska artystycznego. Działalność organizacji przerwał wybuch II wojny światowej, podczas której zginęło wielu działaczy towarzystwa.
Po zakończeniu wojny organizacja została reaktywowana. Podjęto próby ratowania i odzyskiwania dzieł sztuki artystów żydowskich, które cudem przetrwały pożogę wojenną. Organizowano również pomoc materialną dla ocalałych artystów. W 1949 roku towarzystwo zostało rozwiązane, a jego zbiory przekazano Żydowskiemu Instytutowi Historycznemu.